# Šeikat Shaib
Šeikat Shaib (arapski: مشيخة الشعيب = Mashyakhat ash-Shuayb), bio je vazalna feudalna država Britanskog Carstva koja je postojala od kraja 19. st. do 1967. godine na jugu Arapskog poluotoka istočno od luke Aden. Danas je teritorij ovog bivšeg šeikata dio jemenske muhafaze al-Baide.

## Povijest
Plemenski Šeikat Shaib postoji od 18. stoljeća u planinama uz granicu sa Sjevernim Jemenom. Nakon što je Britanija zauzela luku Aden 1839. godine, željela je osigurati sigurnost na granicama te svoje krunske kolonije. Zbog tog je počela potpisivati Ugovore o zaštiti sa svim šeikatima i sultanatima u pozadini Adena, a krajem 19. stoljeća i s malim Šeikatom Shaib, tako je i on postao dio Protektorata Aden. Nakon toga je Šeikat Shaib 1960-ih bio član novostvorene britanske kolonijalne tvorevine Federacije Arapskih Emirata Juga, te potom i Južnoarapske Federacije.
Posljednji šeik ove feudalne države bio je Yahya ibn Mutahhar al-Saqladi koji je razvlašten 1967. kad je ukinut Šeikat Shaib, te osnovana Narodna Republika Južni Jemen, koja se ujedinila s Sjevernim Jemenom 22. svibnja 1990. u današnju državu Republiku Jemen.

## Šeici Šeikata Shaib
- Mani` al-Saqladi, - oko 1850. – 1880.
- Ali ibn Mani` al-Saqladi, - 1880. – 1915.
- Mutahhar ibn Mani` al-Saqladi, - 1915. – 1935.
- Muhammad ibn Muqbil al-Saqladi, - 1935. – 1948.
- Kassem ibn Mused ibn Ali al-Saqladi, -  kolovoz 1948. – 1954.
- Yahya ibn Muhammad al-Saqladi, - 1955. – 30. ožujka 1963.
- Nashir ibn `Abd Allah al-Saqladi (umro 1965), -1963. -  7. srpnja 1965.
- Yahya ibn Mutahhar al-Saqladi, - 10. srpnja 1965. - lipnja 1967.[1]

## Poveznice
- Kolonija Aden
- Protektorat Aden
- Federacija Arapskih Emirata Juga
- Južnoarapska Federacija